# Dobbeltgænger (film)
|  | Denne artikel er oprettet af botten Steenthbot ud fra en ekstern database. Den kan derfor have sproglige fejl eller mangler. Denne skabelon kan fjernes efter kontrol af indholdet. |

Dobbeltgænger er en dansk kortfilm fra 2018 instrueret af Simon Mortensen.

## Medvirkende
- Sofia Cukic
- Tore Dokkedahl
- Jonathan Schultz